# Ovalo
Ovalo war eine spanische  (kastilische) kleine Masseneinheit und ein Apotheker- und Medizinalgewicht in Argentinien, dass eine regionale Anpassung unterlag.
- 1 Ovalo = 0,035888 Lot (Preußen = 16,667 Gramm) = 0,5981 Gramm

Die Maßkette war
- 1  Libra = 12 Onzas = 96 Drachmas = 288 Escrupulos = 576 Ovalos = 6912 Granos = 344,5255 Gramm (¾ Pfund des Handelsgewichts)